# هور أم البني
هور أم البني وهو أحد الأهوار الوسطى والمركزية في العراق والتي تقع مباشرة فوق ملتقى دجلة والفرات ويأخذ الهور مياهه بشكل أساسي من الأفرع مثل نهر ميمونة ونهر المجر الكبير وفيه العديد من الأماكن الدائمة التي يزيد عمق الماء فيها عن 3 متر ويمتاز باحتوائه على مناطق واسعة للطيور ومخازن للأسماك الكبيرة الآمات لذا تعتبر من المشاتي المهمة في الأهوار وأماكن لهجرة الطيور المائية ويتميز بانخفاض ملوحته عن بقية أجزاء الأهوار الجنوبية الأخرى وتقطن المنطقة تجمعات بشرية من سكان الأهوار.

## دليل على أنه فوهة صدمية
استنادًا إلى تفسير الصور الفضائية، يقترح شاراد ماستر أن البحيرة الجافة التي يبلغ قطرها 3.4 كم (2.1 ميل) قد تكون فوهة تأثير بناءً على شكل حافتها الدائري تقريبًا والمضلع قليلاً، وشكلها المتباين مع البحيرات الأخرى في المنطقة. ومع ذلك، فقد تم الطعن في دائريته، حيث وجدت دراسة أجريت في عام 2018 أن الأقسام الشمالية الشرقية والجنوبي الغربية من حافة البحيرة كانت مستقيمة، مما يتوافق مع اتجاهات الصدع الإقليمي. فيما يتعلق بأصله، يرفض ماسترس التضاريس الكارستية، وتضخم الملح، والتشوه التكتوني، والتداخل الناري، وكذلك القصف أو الأصول البشرية المحتملة. ومع ذلك، خلصت دراسة أجريت في عام 2018 إلى أن تكوين البحيرة يمكن تفسيره بشكل أفضل بانخفاض كتل الصدع الأساسية الكامنة، وأن الجزء الجنوبي من الحافة قد تم تشكيله بفعل الإنسان.

## التفاصيل والسياق التاريخي
يقدر ماستر عمر الفوهة بأقل من 5000 سنة، أو بين 2000 و3000 قبل الميلاد، بسبب ترسب الرواسب في سهل دجلة والفرات نتيجة لتقدم الخليج العربي بمقدار 130-150 كم (81-93 ميل) نحو البحر خلال تلك الفترة. يربط البعض هذا الموقع الظاهر للتأثير بظاهرة الشرق الأوسط لعام 2350 قبل الميلاد. عدم وجود كتابات تصف هذا الحدث من قبل مؤلفين معروفين مثل هيرودوت (484-425 قبل الميلاد) ونياركوس (360-300 قبل الميلاد) أو المؤرخين اللاحقين يوحي بأن التأثير قد حدث في وقت أبكر بكثير، بين 2000 و3000 قبل الميلاد.

## تغير المناخ وتأثيرات الاصطدام
لقد تم اقتراح أن التغيرات المناخية المفاجئة والأحداث الكارثية حوالي 2200 قبل الميلاد (بما في ذلك انهيار الحضارة السومرية) قد تكون مرتبطة بحدث اصطدام مذنب أو كويكب. قد افترض أن التأثير المزعوم لأم البني قد يكون مسؤولاً عن هذه الكارثة، حيث أنتج طاقة تعادل آلاف القنابل بحجم هيروشيما.
باستخدام المعادلات التي تصف تأثيرات الاصطدام استنادًا إلى أعمال كولينز وآخرين، شوميكر، غلاستون ودولان وآخرين، حدد هاماشر أن جسمًا مؤثرًا كان سيولد طاقة في نطاق 190 إلى 750 ميغاطن من مادة تي إن تي. (لاصطدام الكويكب والمذنب على التوالي). للمقارنة، تم تقدير قوة الانفجار في حدث تونغوسكا بحوالي 10-15 ميغاطن.